# エルチェCF
エルチェ・クルブ・デ・フトボル（Elche Club de Fútbol, S.A.D. カタルーニャ語: Elx Club de Futbol, S.A.D.）は、スペイン・エルチェに本拠地を置くサッカークラブ。2023-24シーズンはリーガ・エスパニョーラのセグンダ・ディビシオン（2部）に所属している。1923年創設。33,732人収容のエスタディオ・マヌエル・マルティネス・バレーロをホームスタジアムとしている

## 歴史

### クラブ創設と黎明期
1923年、エルチェ市内に本拠地を置くクラブ全てが合併してエルチェFCが誕生した。同じアリカンテ県のモノバルとの間で行なわれた初の試合には4-0で勝利し、クレビレンテ・デポルティーボとの初の公式戦にも2-0で勝利した。1929年に全国選手権（リーガ・エスパニョーラ）が開始されると、1929-30シーズンに初めて参戦してテルセーラ・ディビシオン（当時3部）に登録され、1933-34シーズン終了後にセグンダ・ディビシオン（2部）に初昇格した。1939-40シーズン終了後にはテルセーラ・ディビシオン降格となったが、1940年にエルチェCFに名称変更すると、すぐにセグンダ・ディビシオンに復帰。1950年代末にはテルセーラ・ディビシオンから2シーズン続けて昇格し、初のプリメーラ・ディビシオン（1部）昇格を果たした。1958-59シーズン終了後の昇格プレーオフではCDテネリフェに3-0で勝利して昇格を決めている。

### プリメーラ参戦（1959年-1978年）
1959-60シーズンの開幕戦ではビセンテ・パウエットがプリメーラでのクラブ初得点を挙げ、1-1で引き分けて初めての勝ち点を獲得。降格したCAオサスナから勝ち点9差の16クラブ中10位でシーズンを終えた。ホームのエスタディオ・マヌエル・マルティネス・バレーロで行なわれたFCバルセロナ戦では、結果的に優勝したクラブ相手に金星を挙げた(2-1)が、アウェーのエスタディオ・サンティアゴ・ベルナベウで行なわれたレアル・マドリード戦では、結果的に2位となったクラブ相手に2-11で大敗した。1960-61シーズンは16クラブ中14位だったが、昇降格プレーオフでCAセウタを2試合合計4-1で破って残留を果たした。1963-64シーズンには過去最高位の5位となった。1968-69シーズンのコパ・デル・ヘネラリシモ（現在のコパ・デル・レイ）ではポンテベドラCFとバレンシアCFを破って準決勝に進出。準決勝のレアル・ソシエダ戦は2試合合計4-4となったが、中立地のマドリードで行なわれたプレーオフに2-0で勝利して決勝に進出した。サンティアゴ・ベルナベウで行なわれた決勝ではアスレティック・ビルバオに0-1で敗れた。1970-71シーズンは15位となってプリメーラ・ディビシオンから陥落し、13年ぶりに戦いの舞台をセグンダ・ディビシオンに移した。1971-72シーズンは4位で昇格を逃したが、1972-73シーズンは2位でプリメーラ・ディビシオンに昇格した。今度は5シーズンの間プリメーラ・ディビシオンの地位を維持し、1974-75シーズンにはこの期間中最高の8位となった。1977-78シーズンは18クラブ中17位でセグンダ・ディビシオンに降格した。

### 深刻な財政危機（1980年代と1990年代）
1978-79シーズン以降の9シーズン中7シーズンで5位以内に入ったが、プリメーラ・ディビシオン昇格を逃し続けた。このうちの1シーズンは3位のクラブと同勝ち点でシーズンを終えたが、得失点差で下回って昇格を逃している。特に1980-81シーズンに昇格を逃したことはサポーターの心を苦しめた。シーズン最終節を前にして2位に位置し、3位以下のラージョ・バジェカーノとラシン・サンタンデールに勝ち点2差を付けていた。最終節はホームのマヌエル・マルティネス・バレーロで行なわれるカディスCF戦であり、引き分けさえすれば他クラブの結果に関わらず昇格が決定するはずだったが、エルチェはこの大一番に敗れた。勝ち点45で5クラブ（CDカステリョン、カディス、ラシン、エルチェ、ラージョ）が並んだが、当該クラブ間の成績によりエルチェは昇格を逃した。
| 1980-81 セグンダ・ディビシオン最終成績(7位まで記載) | 1980-81 セグンダ・ディビシオン最終成績(7位まで記載) | 1980-81 セグンダ・ディビシオン最終成績(7位まで記載) | 1980-81 セグンダ・ディビシオン最終成績(7位まで記載) | 1980-81 セグンダ・ディビシオン最終成績(7位まで記載) | 1980-81 セグンダ・ディビシオン最終成績(7位まで記載) | 1980-81 セグンダ・ディビシオン最終成績(7位まで記載) |
| 順位                                                | クラブ                                              | 勝ち点                                              | 勝利                                                | 引分                                                | 敗北                                                | 点差                                                |
| --------------------------------------------------- | --------------------------------------------------- | --------------------------------------------------- | --------------------------------------------------- | --------------------------------------------------- | --------------------------------------------------- | --------------------------------------------------- |
| 1                                                   | CDカステリョン                                      | 45                                                  | 15                                                  | 15                                                  | 8                                                   | +12                                                 |
| 2                                                   | カディスCF                                          | 45                                                  | 19                                                  | 7                                                   | 12                                                  | +18                                                 |
| 3                                                   | ラシン・サンタンデール                              | 45                                                  | 18                                                  | 9                                                   | 1                                                   | +8                                                  |
| 4                                                   | エルチェCF                                          | 45                                                  | 17                                                  | 11                                                  | 10                                                  | +11                                                 |
| 5                                                   | ラージョ・バジェカーノ                              | 45                                                  | 15                                                  | 15                                                  | 8                                                   | +14                                                 |
| 6                                                   | CDマラガ                                            | 42                                                  | 14                                                  | 14                                                  | 10                                                  | +2                                                  |
| 7                                                   | CEサバデイ                                          | 42                                                  | 16                                                  | 10                                                  | 12                                                  | +1                                                  |

1983-84シーズンは5位に終わったが、1位はレアル・マドリード・カスティージャ（レアル・マドリードのリザーブチーム）、2位はビルバオ・アスレティック（アスレティック・ビルバオのリザーブチーム）であり、リザーブチームはプリメーラ・ディビシオンに昇格できないという規定が適用されたため、エルチェが昇格の権利を得た。しかし、1960年代や1970年代のような成功をプリメーラでおさめることはできず、わずか1シーズンでセグンダ・ディビシオン降格となった。1985-86シーズンもイライラさせられるシーズンが続き、勝ち点1差で昇格を逃した。1988年には再びプリメーラ・ディビシオンに昇格したが、1988-89シーズンはずっと最下位に低迷し、16位で残留を決めたCDマラガから勝ち点18も離された20位（最下位）でセグンダ・ディビシオンに降格した。最終節はレアル・サラゴサに1-3で敗れたが、この試合でクラブ唯一の得点を挙げたのはアルフォンソ・フェルナンデスである。1989-90シーズンから2012-13シーズンまでは常にセグンダ・ディビシオン以下のカテゴリーで戦った。
1960年代や1970年代のような成功を目指して大規模な投資を続けたため、1989年のセグンダ・ディビシオン降格後には財政問題に悩まされ始めた。1989-90シーズンは順位表の中位をさまよい、1990-91シーズンは17位でセグンダ・ディビシオンB（現3部、1977年創設）降格となった。3部リーグにまで落ち込むのは1957-58シーズン以来だった。セグンダ・ディビシオンBでは毎シーズンのように昇格プレーオフに出場し、その度にプレーオフで敗退した。1996-97シーズン終了後にセグンダ・ディビシオン復帰を決め、1997-98シーズンは19位で再びセグンダ・ディビシオンB降格となったが、1シーズンでセグンダ・ディビシオンに返り咲くと、その後は14シーズンの間セグンダ・ディビシオンの地位を保ち続けた。

### 2000年代以後
ゆっくりとクラブの名声を回復し、2000年代には何度かプリメーラ・ディビシオン昇格争いに加わった。もっとも昇格に近づいたのは2010-11シーズンであり、昇格プレーオフ1回戦ではレアル・バリャドリードを退けたが、2回戦ではグラナダCFにアウェーゴール差で敗れた。2012年夏にはフラン・エスクリバ監督を招聘。2012-13シーズン前半戦だけで勝ち点48（セグンダ・ディビシオンのリーグ記録）を挙げ、4試合を残した39節試合開始前にプリメーラ・ディビシオン昇格を確定させた。第1節終了後から一度も首位を明け渡さずに昇格を決めたのは史上初の快挙だった。
2014-15シーズンは13位となり1部残留だったが、エルチェの税金未払いや経営透明性の問題があるとしてスペインプロサッカー機構がエルチェの2部降格を命じて、エルチェの2部降格が決まり、18位のSDエイバルのリーガ残留が決まった。
2016-17シーズンに最終節を残して3部降格が決定した。
2017-18シーズンは3部で3位に入り、昇格プレーオフを勝ち抜き2部に復帰。2019-20シーズンは6位で終えた後、昇格プレーオフでレアル・サラゴサ、ジローナFCを破り、リーガ復帰を果たした。

### 2020年代
プリメーラに復帰した2020-21シーズン、南米での指導歴豊富なホルヘ・アルミロンを新監督に据えた。開幕節のレアル・ソシエダ戦では3-0と完敗するも、直後の4試合で3勝1分という結果を残し、一時はリーグ11位になった。しかし、その後は年が開けた2月12日までの16試合連続未勝利と苦しい時期が続き、順位も自動降格圏の19位にまで転落した。2月24日、アルミロン監督を成績不振によって解任し、後任には2012年から2015年にもエルチェの監督を務めたフラン・エスクリバを招集。初戦のエイバル戦で勝利すると、ラスト2節のカディス戦とアスレティック・ビルバオ戦に勝利してなんとかプリメーラ残留を決めた。

## 文化
最大のライバルは近隣のアリカンテに本拠地を置くエルクレスCFである。アリカンテ県と接するムルシア州最大のクラブであるレアル・ムルシアにもわずかにライバル意識を抱いている。
1932年には現在リザーブチームとなっているCDイリシターノが設立され、1968-69シーズンと1969-70シーズンの2シーズンをセグンダ・ディビシオンで戦った。1992年にはエルチェCF B、2006年にはエルチェCF・イリシターノ(Elche CF Ilicitano)と名を変えて現在に至っている。イリシターノは主にセグンダ・ディビシオンB（現3部相当）やテルセーラ・ディビシオン（現4部相当）で戦っている。
トロフェオ・フェスタ・デルチュ(Trofeo Festa d'Elx)という名称のカップ戦を主催している。
胸部分に緑色の横線が入った白色のシャツ、白色のパンツ、白色のソックスを着用する。この緑色の横線に由来するフランヒベルデス（緑色の帯）というニックネームがある。エルチェ市のエンブレムにも似通ったクラブのエンブレムは、黎明期からほとんど変更されることなく現在にいたっている。

## タイトル

### 国内タイトル
- セグンダ・ディビシオン : 2回

1958-59, 2012-13
- コパ・デル・レイ 準優勝 : 1回

1968-69

### 国際タイトル
- なし

## 成績

### 近年の成績
| シーズン | ディビジョン | 順位 | 試 | 勝 | 引 | 敗 | 得 | 失 | 点 | コパ・デル・レイ | 備考             |
| -------- | ------------ | ---- | -- | -- | -- | -- | -- | -- | -- | ---------------- | ---------------- |
| 2013-14  | プリメーラ   | 16位 | 38 | 9  | 13 | 16 | 30 | 50 | 40 | ベスト32         |                  |
| 2014-15  | プリメーラ   | 13位 | 38 | 11 | 8  | 19 | 35 | 62 | 41 | ベスト16         | 財政難のため降格 |
| 2015-16  | セグンダ     | 11位 | 42 | 13 | 18 | 11 | 40 | 46 | 57 | 2回戦敗退        |                  |
| 2016-17  | セグンダ     | 21位 | 42 | 11 | 10 | 21 | 49 | 63 | 43 | 3回戦敗退        | 降格             |
| 2017-18  | セグンダB    | 3位  | 38 | 16 | 15 | 7  | 56 | 32 | 63 | ベスト32         | 昇格             |
| 2018-19  | セグンダ     | 11位 | 42 | 13 | 16 | 13 | 49 | 52 | 55 | 3回戦敗退        |                  |
| 2019-20  | セグンダ     | 6位  | 42 | 16 | 13 | 13 | 52 | 44 | 61 | ベスト32         | 昇格             |
| 2020-21  | プリメーラ   | 17位 | 38 | 8  | 12 | 18 | 34 | 55 | 36 | ベスト32         |                  |
| 2021-22  | プリメーラ   | 13位 | 38 | 11 | 9  | 18 | 40 | 52 | 42 | ベスト16         |                  |
| 2022-23  | プリメーラ   | 20位 | 38 | 5  | 10 | 23 | 30 | 67 | 25 | ベスト32         | 降格             |
| 2023-24  | セグンダ     | 11位 | 42 | 16 | 11 | 15 | 43 | 46 | 59 | ベスト32         |                  |
| 2024-25  | セグンダ     | ２位 | 42 | 22 | 11 | 9  | 59 | 34 | 77 | ベスト16         | 昇格             |

### 過去の成績

#### エルチェFC時代
| シーズン | 部 | ディビジョン | 順位 | コパ・デル・レイ |
| -------- | -- | ------------ | ---- | ---------------- |
| 1929-30  | 3  | テルセーラ   | 2位  |                  |
| 1931-32  | 3  | テルセーラ   | 5位  |                  |
| 1932-33  | 3  | テルセーラ   | 2位  |                  |
| 1933-34  | 3  | テルセーラ   | 2位  |                  |
| 1934-35  | 2  | セグンダ     | 4位  | 6回戦敗退        |
| 1935-36  | 2  | セグンダ     | 8位  | 5回戦敗退        |
| 1939-40  | 2  | セグンダ     | 7位  |                  |

#### エルチェCF時代
| シーズン | 部 | ディビジョン | 順位 | コパ・デル・レイ |
| -------- | -- | ------------ | ---- | ---------------- |
| 1940-41  | 3  | テルセーラ   | 1位  | 2回戦敗退        |
| 1941-42  | 2  | セグンダ     | 6位  | 1回戦敗退        |
| 1942-43  | 2  | セグンダ     | 6位  |                  |
| 1943-44  | 3  | テルセーラ   | 1位  |                  |
| 1944-45  | 3  | テルセーラ   | 1位  |                  |
| 1945-46  | 3  | テルセーラ   | 2位  |                  |
| 1946-47  | 3  | テルセーラ   | 2位  |                  |
| 1947-48  | 3  | テルセーラ   | 1位  | 3回戦敗退        |
| 1948-49  | 3  | テルセーラ   | 2位  | 2回戦敗退        |
| 1949-50  | 2  | セグンダ     | 14位 | 1回戦敗退        |
| 1950-51  | 3  | テルセーラ   | 6位  |                  |
| 1951-52  | 3  | テルセーラ   | 13位 |                  |
| 1952-53  | 3  | テルセーラ   | 16位 |                  |
| 1953-54  | 3  | テルセーラ   | 3位  |                  |
| 1954-55  | 3  | テルセーラ   | 1位  |                  |
| 1955-56  | 3  | テルセーラ   | 3位  |                  |
| 1956-57  | 3  | テルセーラ   | 1位  |                  |
| 1957-58  | 3  | テルセーラ   | 1位  |                  |
| 1958-59  | 2  | セグンダ     | 1位  | ベスト32         |
| 1959-60  | 1  | プリメーラ   | 10位 | ベスト4          |

| シーズン | 部 | ディビジョン | 順位 | コパ・デル・レイ |
| -------- | -- | ------------ | ---- | ---------------- |
| 1960-61  | 1  | プリメーラ   | 14位 | ベスト32         |
| 1961-62  | 1  | プリメーラ   | 8位  | ベスト16         |
| 1962-63  | 1  | プリメーラ   | 8位  | ベスト16         |
| 1963-64  | 1  | プリメーラ   | 5位  | ベスト32         |
| 1964-65  | 1  | プリメーラ   | 8位  | ベスト32         |
| 1965-66  | 1  | プリメーラ   | 6位  | ベスト8          |
| 1966-67  | 1  | プリメーラ   | 9位  | ベスト4          |
| 1967-68  | 1  | プリメーラ   | 11位 | ベスト8          |
| 1968-69  | 1  | プリメーラ   | 9位  | 準優勝           |
| 1969-70  | 1  | プリメーラ   | 11位 | ベスト32         |
| 1970-71  | 1  | プリメーラ   | 15位 | ベスト16         |
| 1971-72  | 2  | セグンダ     | 4位  | 4回戦敗退        |
| 1972-73  | 2  | セグンダ     | 2位  | 4回戦敗退        |
| 1973-74  | 1  | プリメーラ   | 14位 | ベスト32         |
| 1974-75  | 1  | プリメーラ   | 8位  | 4回戦敗退        |
| 1975-76  | 1  | プリメーラ   | 15位 | ベスト32         |
| 1976-77  | 1  | プリメーラ   | 11位 | ベスト16         |
| 1977-78  | 1  | プリメーラ   | 17位 | 3回戦敗退        |
| 1978-79  | 2  | セグンダ     | 5位  | ベスト16         |
| 1979-80  | 2  | セグンダ     | 4位  | 5回戦敗退        |

| シーズン | 部 | ディビジョン | 順位 | コパ・デル・レイ |
| -------- | -- | ------------ | ---- | ---------------- |
| 1980-81  | 2  | セグンダ     | 4位  | 3回戦敗退        |
| 1981-82  | 2  | セグンダ     | 4位  | ベスト16         |
| 1982-83  | 2  | セグンダ     | 7位  | 3回戦敗退        |
| 1983-84  | 2  | セグンダ     | 5位  | 2回戦敗退        |
| 1984-85  | 1  | プリメーラ   | 17位 | 2回戦敗退        |
| 1985-86  | 2  | セグンダ     | 4位  | 2回戦敗退        |
| 1986-87  | 2  | セグンダ     | 4位  | 1回戦敗退        |
| 1987-88  | 2  | セグンダ     | 2位  | ベスト32         |
| 1988-89  | 1  | プリメーラ   | 20位 | ベスト32         |
| 1989-90  | 2  | セグンダ     | 14位 | 2回戦敗退        |
| 1990-91  | 2  | セグンダ     | 17位 | ベスト16         |
| 1991-92  | 3  | セグンダB    | 4位  | 2回戦敗退        |
| 1992-93  | 3  | セグンダB    | 3位  | 2回戦敗退        |
| 1993-94  | 3  | セグンダB    | 12位 | 4回戦敗退        |
| 1994-95  | 3  | セグンダB    | 6位  | 1回戦敗退        |
| 1995-96  | 3  | セグンダB    | 3位  | 1回戦敗退        |
| 1996-97  | 3  | セグンダB    | 2位  | 1回戦敗退        |
| 1997-98  | 2  | セグンダ     | 19位 | 2回戦敗退        |
| 1998-99  | 3  | セグンダB    | 3位  | 2回戦敗退        |
| 1999-00  | 2  | セグンダ     | 15位 | 予選敗退         |

| シーズン | 部 | ディビジョン | 順位 | コパ・デル・レイ |
| -------- | -- | ------------ | ---- | ---------------- |
| 2000-01  | 2  | セグンダ     | 18位 | ベスト64         |
| 2001-02  | 2  | セグンダ     | 5位  | ベスト64         |
| 2002-03  | 2  | セグンダ     | 16位 | ベスト64         |
| 2003-04  | 2  | セグンダ     | 14位 | ベスト64         |
| 2004-05  | 2  | セグンダ     | 10位 | ベスト16         |
| 2005-06  | 2  | セグンダ     | 14位 | 1回戦敗退        |
| 2006-07  | 2  | セグンダ     | 10位 | 3回戦敗退        |
| 2007-08  | 2  | セグンダ     | 10位 | ベスト32         |
| 2008-09  | 2  | セグンダ     | 12位 | ベスト32         |
| 2009-10  | 2  | セグンダ     | 6位  | 2回戦敗退        |
| 2010-11  | 2  | セグンダ     | 4位  | 3回戦敗退        |
| 2011-12  | 2  | セグンダ     | 11位 | 3回戦敗退        |
| 2012-13  | 2  | セグンダ     | 1位  | 2回戦敗退        |
| 2013-14  | 1  | プリメーラ   | 16位 | ベスト32         |
| 2014-15  | 1  | プリメーラ   | 13位 | ベスト16         |
| 2015-16  | 2  | セグンダ     | 11位 | 2回戦敗退        |
| 2016-17  | 2  | セグンダ     | 21位 | 3回戦敗退        |
| 2017-18  | 3  | セグンダB    | 3位  | ベスト32         |
| 2018-19  | 2  | セグンダ     | 11位 | 3回戦敗退        |
| 2019-20  | 2  | セグンダ     | 6位  | ベスト32         |

| シーズン | 部 | ディビジョン | 順位 | コパ・デル・レイ |
| -------- | -- | ------------ | ---- | ---------------- |
| 2020-21  | 1  | プリメーラ   | 17位 | ベスト32         |
| 2021-22  | 1  | プリメーラ   | 13位 | ベスト16         |
| 2022-23  | 1  | プリメーラ   | 20位 | ベスト32         |
| 2023-24  | 2  | セグンダ     | 11位 | ベスト32         |
| 2024-25  | 2  | セグンダ     |      | ベスト16         |

2025年2月6日現在
- 24シーズン - プリメーラ・ディビシオン
- 41シーズン - セグンダ・ディビシオン
- 8シーズン - セグンダ・ディビシオンB
- 19シーズン - テルセーラ・ディビシオン

## 現所属メンバー
2025年2月6日現在
注：選手の国籍表記はFIFAの定めた代表資格ルールに基づく。
| No. | Pos. |              | 選手名                      |
| --- | ---- | ------------ | --------------------------- |
| 1   | GK   | アルゼンチン | ミゲル・サン・ロマン        |
| 2   | DF   | スペイン     | マリオ・ガスパール          |
| 3   | DF   | スペイン     | ハイロ・イスキエルド        |
| 4   | DF   | スペイン     | バンブー・ディアビー ()     |
| 5   | DF   | スペイン     | ジョン・ヌワンコ ()         |
| 6   | DF   | スペイン     | ペドロ・ビガス              |
| 7   | FW   | スペイン     | オスカル・プラーノ          |
| 8   | MF   | スペイン     | マルク・アグアド            |
| 9   | FW   | ウルグアイ   | アグスティン・アルバレス    |
| 10  | MF   | アルゼンチン | ニコラス・フェルナンデス () |
| 11  | MF   | ノルウェー   | エルバサン・ラシャリ ()     |
| 12  | DF   | スペイン     | ホセ・サリナス              |
| 13  | GK   | アルゼンチン | マティアス・ディトゥーロ () |
| 14  | MF   | スペイン     | アレックス・フェバス        |

| No. | Pos. |              | 選手名                         |
| --- | ---- | ------------ | ------------------------------ |
| 15  | DF   | スペイン     | アルバロ・ヌニェス             |
| 16  | DF   | スペイン     | アレックス・マルティン         |
| 17  | MF   | スペイン     | ホサン                         |
| 18  | FW   | ギニア       | ソリ・カバ                     |
| 19  | FW   | モロッコ     | ムラド・エル・ゲズアニ ()      |
| 20  | MF   | スペイン     | ヘルマン・バレラ               |
| 21  | MF   | アルゼンチン | ニコラス・カストロ             |
| 22  | DF   | オーストリア | ダヴィド・アッフェングルーバー |
| 23  | MF   | スペイン     | ペヒーニョ                     |
| 24  | MF   | スペイン     | ヤゴ・サンティアゴ             |
| 30  | MF   | スペイン     | ロドリ・メンドーサ             |
| 31  | MF   | スペイン     | ヘラルド・エルナンデス         |
| 32  | FW   | モロッコ     | アダム・ボアヤール ()          |
| 41  | DF   | ルーマニア   | アルバート・ニクレアセイ       |

### ローン移籍
in
注：選手の国籍表記はFIFAの定めた代表資格ルールに基づく。
| No. | Pos. |            | 選手名                                  |
| --- | ---- | ---------- | --------------------------------------- |
| 9   | FW   | ウルグアイ | アグスティン・アルバレス (サッスオーロ) |
| 18  | FW   | ギニア     | ソリ・カバ (ラス・パルマス)             |
| 20  | MF   | スペイン   | ヘルマン・バレラ (バレンシア)           |

| No. | Pos. |          | 選手名                                    |
| --- | ---- | -------- | ----------------------------------------- |
| 23  | MF   | スペイン | ペヒーニョ (ラス・パルマス)               |
| 31  | MF   | スペイン | ヘラルド・エルナンデス (ビジャレアルCF B) |

out
注：選手の国籍表記はFIFAの定めた代表資格ルールに基づく。
| No. | Pos. |                | 選手名                               |
| --- | ---- | -------------- | ------------------------------------ |
| --  | DF   | クロアチア     | マティア・バルジッチ (エルデンセ) () |
| --  | FW   | ドミニカ共和国 | ラファエル・ヌニェス (カルタヘナ) () |

## 歴代監督
- イラリオ 1942-1943
- セサル (1959-1960)
- アントニオ・バリオス (1960-1961)
- オットー・ブンベル (1962-1963)
- エリベルト・エレーラ (1963-1964)
- ロセンド・エルナンデス (1964)
- オットー・ブンベル (1965-1967)
- アルフレッド・ディ・ステファノ (1967-1968)
- フェルディナンド・ダウチーク (1968)
- ロケ・マスポリ (1968-1969)
- オットー・ブンベル (1970-1971)
- ロケ・オルセン (1971-1974)
- ネストル・ロッシ (1974-1975)
- マルセル・ドミンゴ (1975-1976)
- フェリペ・メソネス (1976-1977)
- ロケ・オルセン (1977-1978)
- エリベルト・エレーラ (1978-1979)
- アルセニオ・イグレシアス (1979-1980)
- エクトル・リアル (1980)
- フェリペ・メソネス (1981-1982)
- ルイス・シッド (1982-1983)
- ロケ・オルセン (1984-1985)
- デルフィン・アルバレス (1986-1987)
- フェリペ・メソネス (1987-1988)
- クバラ・ラースロー (1988-1989)
- ルイス・コスタ (1989)
- トメウ・ヨンパルト (1991-1992)
- フリアン・ルビオ (1993-1994)
- キケ・エルナンデス (1994-1995)
- フェリペ・メソネス (1995-1996), (2000)
- ファブリ (1996)
- マルシアル・ピナ (1996-1997)
- デルフィン・アルバレス (1997-1998)
- ホルヘ・ダレッサンドロ (2000)
- マルシアル・ピナ (2000)
- ホルヘ・ダレッサンドロ (2000-2001)
- マルシアル・ピナ (2001)
- フリアン・ルビオ (2001-2003)
- カンタレロ (2003)
- オスカル・ルジェリ (2003-2004)
- ホス・ウリベ (2004-2006)
- フリアン・ルビオ (2006)
- ルイス・ガルシア (2006-2007)
- ダビド・ビダル (2007-2008)
- クラウディオ・バラガン (2008-2009)
- ホセ・ボルダラス (2009-2012)
- セサル・フェランド (2012)
- フラン・エスクリバ (2012–2015)
- ルベン・バラハ (2015-2016)
- ルーカス・アルカラス (2016)
- アルベルト・トリル (2016-2017)
- ヴィチェンテ・パラス (2017)
- ラファエル・ミル (2017)
- ホセ・アッチャーリ (2017)
- ホシコ (2017-2018)
- パチェタ (2018-2020)
- ホルヘ・アルミロン (2020-2021)
- フラン・エスクリバ (2021)
- フランシスコ・ロドリゲス (2021-2022)
- パブロ・マチン (2022-2023)
- セバスティアン・ベカセッセ (2023-2024)
- エデル・サラビア (2024-)

## 歴代所属選手

### GK
- ホセ・アラキスタイン 1968-1971
- サンティアゴ・カニサレス 1990-1991
- イニャキ・ラフエンテ 1998-1999
- ウィリー・カバジェロ 2004-2011
- プシェミスワフ・ティトン 2014-2015
- フランシス・ウゾホ 2018-2019
- エドガル・バディア 2019-
- パウロ・ガッサニーガ 2021-

### DF
- イラリオ 1942-1943
- ヘスス・イニゴ・リセランス 1988-1989
- ヨアン・アンドネ 1990-1991
- ハビ・ナバーロ 2000-2001
- ウナイ・ベルガラ 2004-2005
- シャビエル・エチェイタ 2010-2013

### MF
- マルシアル・ピナ 1964-1966
- フアン・マヌエル・アセンシ 1967-1970
- フアン・デ・ラモス 1973-1977
- フランセスク・ビラノバ 1998-2000
- デニス・シェルバン 2000-2001
- マジーニョ 2000-2001
- フアン・ビスカイーノ 2000-2001
- アルベルト・ナジ 2001
- ロベルト・アクーニャ 2003-2004
- ホセ・イグナシオ・サイーノス 2003-2004
- ビクトール・サンチェス 2007-2008
- ダビド・フステル 2008-2009
- ムバラク・ワカソ 2008-2011
- ホセ・アッチャーリ 2008-2012
- カルロス・サンチェス 2013-2014
- ガリー・メンデス・ロドリゲス 2014-2015
- マリオ・パシャリッチ 2014-2015
- ファビアン・ルイス 2017

### FW
- セサル・ロドリゲス・アルバレス 1957-1960
- ババ 1965-1966
- ルベン・カノ 1974-1976
- ニノ 1998-2006, 2016-2021
- トーマス・フランコフスキー 2005-2006
- カルロス・ルーナ 2007-2008
- ビクトル・サンチェス 2007-2008
- ニッキー・ビリー・ニールセン 2011-2012
- リッチモンド・ボアキエ 2013-2014
- ギド・カリージョ 2020-
- ルーカス・ボジェ 2020-